# Pálfi György
Pálfi György (Budapest, 1974. április 11. –) Balázs Béla-díjas magyar filmrendező, forgatókönyvíró, egyetemi adjunktus.

## Életpályája
1993-1995 között az Esztergomi Tanítóképző Főiskola Vizuális nevelés szakán tanult. 1995-ben nyert felvételt a Színház- és Filmművészeti Egyetem rendező szakára Simó Sándor osztályába, amelyet 1999-ben fejezett be. 2001 óta a Madzag Filmegylet tagja. 2002 óta a Magyar Filmszövetség és az Európai Filmakadémia tagja. 2007-ben a Pécsi Tudományegyetem Bölcsészettudományi Karának oktatója volt. 2008-2010 között a Színház- és Filmművészeti Egyetem óraadó tanára volt, 2010-2021 között adjunktusa.

### Magánélete
Felesége Ruttkay Zsófia forgatókönyvíró.

## Rendezései

### Nagyjátékfilmek
- Hukkle (2002)
- Taxidermia (2006)
- Nem vagyok a barátod (2009)
- Final Cut – Hölgyeim és Uraim (2012)
- Szabadesés (2014)
- Az Úr hangja (2018)
- Mindörökké (2021)

### Antológiafilmek
- Jött egy busz… (2002)
- Magyarország 2011 (2011)

### Dokumentumfilmek
- Labdába sem rúgnak (1996)
- Nem leszek a barátod (2009)

### Rövidfilmek
- A hal (1997)

### Sorozatok
- Született lúzer (2007)

## Színházi rendezései
- John Ajvide Lindqvist: Engedj be! (2017)
- William Shakespeare: Titus Andronicus (2018)

## Díjak, elismerések
- Hukkle: 33. Magyar Filmszemle – a legjobb első film (2002); Európai Film-díj – az év felfedezettje (2002); San Sebastian Nemzetközi Filmfesztivál – legjobb rendező (2002); Cottbusi Filmfesztivál – legjobb egyéni művészi teljesítmény (2002); az Európai Filmakadémia Fassbinder-díja (2003); Barcelonai  „L’Alternativa” Független Filmfesztivál – legjobb játékfilm (2003); Magyar Filmkritikusok Díja – operatőri díj (2003); Hongkongi Filmfesztivál – Arany Tűzmadár-díj (2003); Mamersi Fesztivál – fődíj (2003)
- Taxidermia: a 37. Magyar Filmszemle fődíja és még 5 díj (2006); Chicagói Nemzetközi Filmfesztivál – Ezüst Hugó-díj (2006); TIFF, Kolozsvár – rendezői díj (2006); Cottbusi Filmfesztivál – Don Quijote-díj (2006);  Tallinn – a kritikusok díja (2006);  Brüsszel – fődíj (2006); Mexikói Filmfesztivál – a legjobb rendezés díja (2007); antalyai Eurázsia filmfesztivál – legjobb rendező díja
- A Magyar Köztársasági Érdemrend lovagkeresztje (2006)
- Balázs Béla-díj (2007)
- AEGON művészeti díj (2010)
- Szabadesés: 49. Karlovy Vary filmfesztivál (2014) –  a zsűri különdíja, a legjobb rendező díja, Europa Cinemas Label